# Carlos Santana Ávila
Carlos Santana Ávila ist ein Corregimiento des Bezirks Santiago in der Provinz Veraguas in Panama. Bei der Volkszählung im Jahr 2023 hatte es 5500 Einwohner. Das Corregimiento erstreckt sich über eine Fläche von 67,4 km².

## Geschichte
Der Name geht auf den ehemaligen lokalen Abgeordneten der Partido Panameñista zurück und wurde von seinem Sohn, ebenfalls Abgeordneter der Nationalversammlung, bei der Gründung vorgeschlagen.
Das Corregimiento wurde schließlich durch Gesetz Nr. 53 vom 22. November 2002 geschaffen.

## Bevölkerung
Die folgende Tabelle zeigt die Bevölkerung des Corregimientos Carlos Santana Ávila, wie es in den Volkszählungen 2010 und 2023 erfasst wurde.
| Jahr         | 2010 | 2023 |
| ------------ | ---- | ---- |
| Einwohner    | 4059 | 5500 |
| davon Männer | 2034 | 2765 |
| davon Frauen | 2025 | 2735 |

## Orte
Im Corregimiento Carlos Santana Ávila befinden sich folgende Orte:
- Aguas Limpias
- Conaca
- El Cangrejal
- El Espino de Santa Rosa
- Estancia Las Rocas
- Jardines Espino de La Rosa
- Juárez
- La Ciriaca
- La Concepción
- La Garza
- La Lajita
- La Mata
- Lago Limón
- Los Boquerones
- Los Cerros
- Pueblo Nuevo No.1
- Residencial Los Boquerones
- Residencial Villa Casimira
- Residencial Villa Isabel
- Residencial Villa Yolanys
- Residencial Vía El Ingenio